# Ostrvo duhova
Ostrvo duhova je 696. redovna epizoda Zagora objavljena u Srbiji u svesci #228. u izdanju Veselog četvrtka. Na kioscima u Srbiji se pojavila 31. jula 2025. god. Koštala je 450 din (3,84 €; 4,1 $). Imala je 94 strane. Prvi deo sveske (str. 5-36) donosi 4. deo duže epizode, koja je započela u #225. Drugi deo (str. 37-98) započinje novu priču, koja se nastavlja u #229 pod nazivom Kapetan Nemo.

## Originalna epizoda
Originalna sveska pod nazivom L(isola degli spettri objavljena je premijerno u #696. regularne edicije Zagora u izdanju Bonelija u Italiji 1.7.2023. Epizodu su nacrtali Domeniko i Stefano di Vito, a scenario je napisao Jakopo Rauk. Naslovnu stranu je nacrtao Alesandro Pičineli. Cena sveske na evropskom tržištu iznosila je 5,8 €.

## Kratak sadržaj 2. priče
Nakon završene avanture na ostrvu Britanija, Zagor, Čiko i Seminole odlaze brodom kapetana Reda Red Shark kroz Bahamski arhipelag, oko 80 milja od ostrva Votling. Njihovo odredište su Grejs ostrva, pošto su saznali da se približava oluja. Ubrzo otkrivaju da im se približavaju dva broda britanske kraljevske mornarice – Elizabeth i Vanguard. Kako oluja jača, jedno jedro se lomi, a mornar Makua pada u more pod udarom velikog talasa. Zagor skače da ga spasi i u moru uočava ogroman objekat nepoznatog porekla i oblika. U haosu oluje jedan od britanskih brodova tone. Po dolasku na Grejs ostrva, Zagor i Seminole ulaze u sukob sa britanskim mornarima koji su se takođe iskrcali. Dok istražuje ostrvo, Zagoru se priviđa ogromni kraken pod uticjem gasa, a po povratku na Red Shark ponovo oseća prisustvo gasa. Tokom noći cela posada gubi svest, uključujući i Zagora, koji pre nego što se onesvesti vidi dvojicu uniformisanih ljudi pod gas-maskama kako se penju na brod.

## Geografija epizode
Radnja se odvija u području Bahamskog arhipelaga – lanca od preko 700 ostrva i oko 2400 manjih sprudova i grebena (kaji) u Atlantskom okeanu, istočno od Floride i severno od Kube i Haitija. Bahami su u 18. veku bili važna tačka za trgovačke rute, ali i utočište gusara, te mesto brojnih sukoba evropskih kolonijalnih sila. Ostrvo Votling (Watling Island) je istorijski naziv za današnje ostrvo San Salvador. Ime Votling potiče iz 17. veka, verovatno po britanskom gusaru Džonu Votlingu. Tek 1925. godine ostrvo je zvanično preimenovano u San Salvador, u znak sećanja na Kristofera Kolumba, za koga se veruje da je tu pristao tokom svog prvog putovanja 1492. godine. Grejs ostrva (Grace Islands) su mala i uglavnom nenaseljena ostrva u sastavu Bahama, poznata po plitkim lagunama i belim peščanim plažama. 

## Povezane epizode
Sa 1. delom sveske povezane su epizode Zlatne serije Sloboda ili smrt (#284), Do poslednjeg daha (#285), Odabrane priče #69-70 i 73.

## Prethodna i naredna epizoda
Prethodna sveska Zagora u okviru redovne edicije nosila je naslov Napad na Britaniju (#227), a naredna Kapetan Nemo (#229).

## Fusnote
1. ↑  Spisak epizoda regularne edicije Zagora objavljenih u Veselom četvrtku mogu se pogledati ovde. Spisak svih edicija Zagora u Srbiji i bivšoj Jugoslaviji nalazi se ovde.
2. ↑  https://en.sergiobonelli.it/zagor/2023/05/31/comics/l-isola-degli-spettri-1023175/ (Pristup 7.8.2025)